# Jean Baptiste François Bulliard

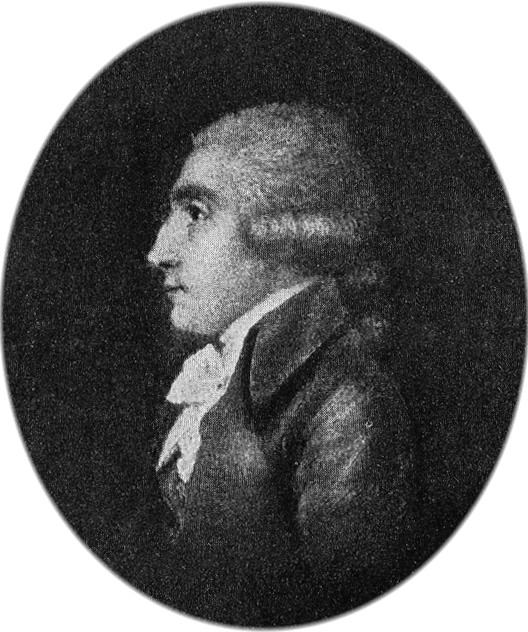
Jean Baptiste Francois Bulliard

Jean Baptiste François Pierre Bulliard (auch Pierre Bulliard; * 24. November 1752 in Aubepierre-sur-Aube, Département Haute-Marne; † 29. September 1793 (8 vendémiaire an II) in Paris) war ein französischer Arzt, Botaniker, Mykologe sowie Graveur und Aquarellist. Sein offizielles botanisches Autorenkürzel lautet „Bull.“.

## Leben
Bulliard studierte in Langres, danach im Stift von Clairvaux und in Paris. Dort praktizierte er auch als Arzt. Er war ein Anhänger von Jean-Jacques Rousseau.
In seinem Werk Dictionnaire élémentaire de botanique (1783) trug er zur Verbreitung und Konsolidierung der botanischen Terminologie und des Linnéschen Systems bei. Auf dem Gebiet der Mykologie (Pilzkunde) ist sein Tafelwerk bedeutsam, mit dem er auf 393 von insgesamt 602 Tafeln Pilze dargestellt hat. Viele der farbigen Pilzbilder sind wichtig für die Systematik, da sie als Iconotypen von Artnamen ausgewählt wurden. Das Werk gehört zu den großen handcolorierten Tafelwerken des ausgehenden 18. Jahrhunderts und hatte große Bedeutung für die in dieser Zeit entwickelten neuen systematischen Methoden.

## Ehrungen
Augustin-Pyrame de Candolle benannte 1801 eine Pflanzengattung Bulliarda DC. aus der Familie der Dickblattgewächse (Crassulaceae) nach ihm.

## Schriften
- Flora Parisiensis, ou Descriptions et figures des plantes qui croissent aux environs de Paris (1776–1780)
- Herbier de la France, ou Collection complète des plantes indigènes de ce royaume (1780–1793)
- Dictionnaire élémentaire de botanique, ou Exposition par ordre alphabétique des préceptes de la botanique et de tous les termes, tant françois que latins, consacrés à l'étude de cette science (1783)
- Histoire des plantes vénéneuses et suspectes de la France (1784)
- Histoire des champignons de la France, ou Traité élémentaire renfermant dans un ordre méthodique les descriptions et les figures des champignons qui croissent naturellement en France (1791–1812)
- Aviceptologie (1796)